# Centre des relations extérieures
Pour les articles homonymes, voir CFR.
Le Centre des relations extérieures Mozambique-Tanzanie (Centre for Foreign Relations, CFR) est un établissement d'enseignement supérieur situé à Dar es Salam, en Tanzanie. Il est situé dans le quartier Kurasini (en).

## Création
Le Centre des relations étrangères est l'un des établissements d'enseignement supérieur de Tanzanie. Le CFR est créé en 1978, à la suite d'un accord entre les gouvernements de la république unie de Tanzanie et de la république du Mozambique. Le Centre est incorporé dans la loi n° 5 (1986) sur les immunités et privilèges. Cette incorporation confère au Centre le statut d'institution diplomatique, statut dont le Centre continue de bénéficier à ce jour.
Le Centre est initialement conçu pour former les ressortissants des deux pays dans le domaine des relations internationales et de la diplomatie. Cependant, l'expansion du public en matière de politique étrangère et les exigences de chaque pays face aux changements mondiaux permettent au Centre d'admettre des étudiants d'autres ministères, du secteur privé ainsi que d'autres pays. De nouveaux programmes sont demandé ; la diplomatie économique, les compétences linguistiques et de communication et les études stratégiques sont introduites dans les programmes de formation du Centre. Les relations internationales sont une discipline importante proposée dans d'autres établissements d'enseignement supérieur. Cependant, le CFR combine l'étude des relations internationales et de la diplomatie en un seul programme de formation significatif. De plus, le CFR propose un programme complet pour le personnel gouvernemental et privé de niveau inférieur et moyen chargé des relations internationales et de la diplomatie.
L'objectif du Centre est de devenir un centre régional d'excellence en études diplomatiques et stratégiques.
Sa mission est de créer et de maintenir des capacités nationales et régionales en matière de prévention, de gestion, de résolution et de systèmes d'alerte précoce des conflits par le biais de la recherche et de l'analyse, du plaidoyer et des conseils politiques, de la sensibilisation et de la formation.

## Histoire
le Centre est fondé en 1978 par les gouvernements du Mozambique et de la Tanzanie afin de former les agents du service extérieur (en) des ministères des Affaires étrangères des deux pays.

## Programmes académiques
Parmi les programmes que le Centre propose figurent des cours de relations internationales et de diplomatie, d'études stratégiques, de diplomatie économique et de langues étrangères.

## Gouvernance, gestion et administration
Le Centre est une personne morale dotée d'un agrément et d'une constitution établis. Il comprend un conseil d'administration, le directeur, le directeur adjoint - Universitaires, recherche et conseil (DD - ARC), le directeur adjoint - Planification, finances et administration (DD - PFA) et divers chefs de département.

## Anciens élèves notables
- Ombeni Sefue (en), homme politique et diplomate tanzanien
- Bonnah Kaluwa (en), députée
- Raphael Maganga, représentant de la Tanzanie, East Africa Business Council
- Irene Tarimo, chercheuse et conférencière à OUT
- Wanu Hafidh Ameir (en), homme politique tanzanien
- Hoyce Temu, diplomate tanzanienne ;
- Elizabeth Mrema, avocate tanzanienne ;
- Paul Siniga populaire sous le nom de "Rio Paul", mannequin tanzanien.